# 이리나 후도로시키나

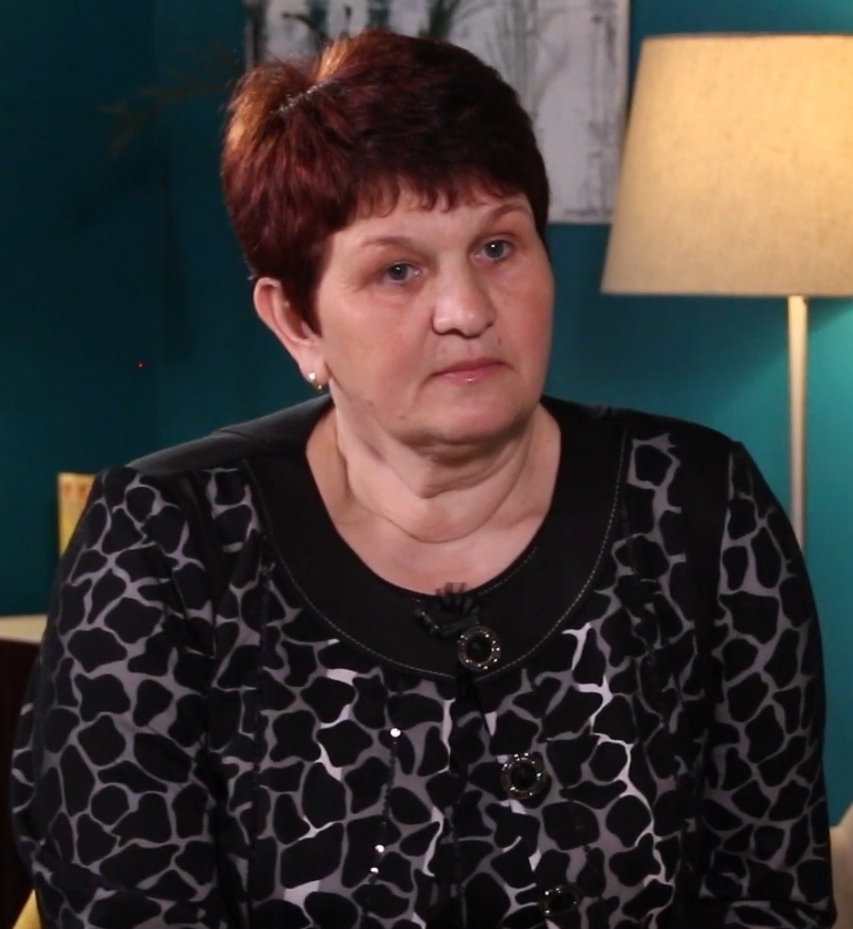

이리나 알렉산드로프나 후도로시키나(러시아어: Ири́на Алекса́ндровна Худоро́шкина, 1968년 10월 13일 ~ )는 러시아의 포환던지기 선수이다.
1996년 애틀랜타 올림픽에서 동메달을 땄으며, 같은해 유럽 실내 선수권 2위를 하였다. 2004년 도핑 위반으로 2년간 출전을 정지당하였다.
2006년 유럽 선수권에 돌아와 7위를 하고, 이듬해 유럽 실내 선수권에서 은메달을 땄다. 그녀는 2008년 베이징 올림픽에 나갔으나 결승전에 진출하지 못하였다.
그녀의 최고 개인 전력은 1996년 5월 소치에서 이룬 20.32m이다. 21세기를 넘어 그녀는 2002년 모스크바와 2008년 툴라에서 이룬 가장 최고 결과 18.92m를 보유하였다.

## 같이 보기
- 올림픽 육상 여자 메달리스트 목록